# Brittiska F3-mästerskapet 2014
Brittiska F3-mästerskapet 2014 var ett race som var den sextiofjärde säsongen av det brittiska F3-mästerskapet.

## Resultat
| Omgång | Omgång | Bana                            | Datum        | Pole Position    | Snabbaste varv      | Vinnande förare   | Vinnande team      |
| ------ | ------ | ------------------------------- | ------------ | ---------------- | ------------------- | ----------------- | ------------------ |
| 1      | R1     | Rockingham Motor Speedway       | 4 maj        | Sam MacLeod      | Sam MacLeod         | Sam MacLeod       | Fortec Motorsports |
| 1      | R2     | Rockingham Motor Speedway       | 5 maj        |                  | Sam MacLeod         | Sam MacLeod       | Fortec Motorsports |
| 1      | R3     | Rockingham Motor Speedway       | 5 maj        | Sam MacLeod      | Matt Rao            | Matt Rao          | Fortec Motorsports |
| 2      | R4     | Silverstone Circuit             | 24 maj       | Martin Cao       | Egor Orudzhev       | Egor Orudzhev     | Carlin             |
| 2      | R5     | Silverstone Circuit             | 24 maj       |                  | Marvin Kirchhöfer   | Marvin Kirchhöfer | Fortec Motorsports |
| 2      | R6     | Silverstone Circuit             | 25 maj       | Martin Cao       | Marvin Kirchhöfer   | Marvin Kirchhöfer | Fortec Motorsports |
| 3      | R7     | Snetterton Motor Racing Circuit | 21 juli      | Sam MacLeod      | Sam MacLeod         | Sam MacLeod       | Fortec Motorsports |
| 3      | R8     | Snetterton Motor Racing Circuit | 22 juli      |                  | Sam MacLeod         | Matt Rao          | Fortec Motorsports |
| 3      | R9     | Snetterton Motor Racing Circuit | 22 juli      | Sam MacLeod      | Sam MacLeod         | Sam MacLeod       | Fortec Motorsports |
| 4      | R10    | Circuit de Spa-Francorchamps    | 25 juli      | Ed Jones         | Roberto Merhi       | Ed Jones          | Carlin             |
| 4      | R11    | Circuit de Spa-Francorchamps    | 25 juli      |                  | Roberto Merhi       | Ed Jones          | Carlin             |
| 4      | R12    | Circuit de Spa-Francorchamps    | 26 juli      | Ed Jones         | John Bryant-Meisner | Ed Jones          | Carlin             |
| 5      | R13    | Thruxton Circuit                | 16 augusti   | Matt Rao         | Matt Rao            | Martin Cao        | Fortec Motorsports |
| 5      | R14    | Thruxton Circuit                | 17 augusti   |                  | Matt Rao            | Martin Cao        | Fortec Motorsports |
| 5      | R15    | Thruxton Circuit                | 17 augusti   | Matt Rao         | Matt Rao            | Matt Rao          | Fortec Motorsports |
| 6      | R16    | Brands Hatch                    | 30 augusti   | Santino Ferrucci | Matt Rao            | Santino Ferrucci  | Fortec Motorsports |
| 6      | R17    | Brands Hatch                    | 31 augusti   |                  | Martin Cao          | Martin Cao        | Fortec Motorsports |
| 6      | R18    | Brands Hatch                    | 31 augusti   | Martin Cao       | Matt Rao            | Santino Ferrucci  | Fortec Motorsports |
| 7      | R19    | Donington Park                  | 13 september | Martin Cao       | Matt Rao            | Martin Cao        | Fortec Motorsports |
| 7      | R20    | Donington Park                  | 14 september |                  | Matt Rao            | Matt Rao          | Fortec Motorsports |
| 7      | R21    | Donington Park                  | 14 september | Matt Rao         | Matt Rao            | Matt Rao          | Fortec Motorsports |